# Paulus van Vianen

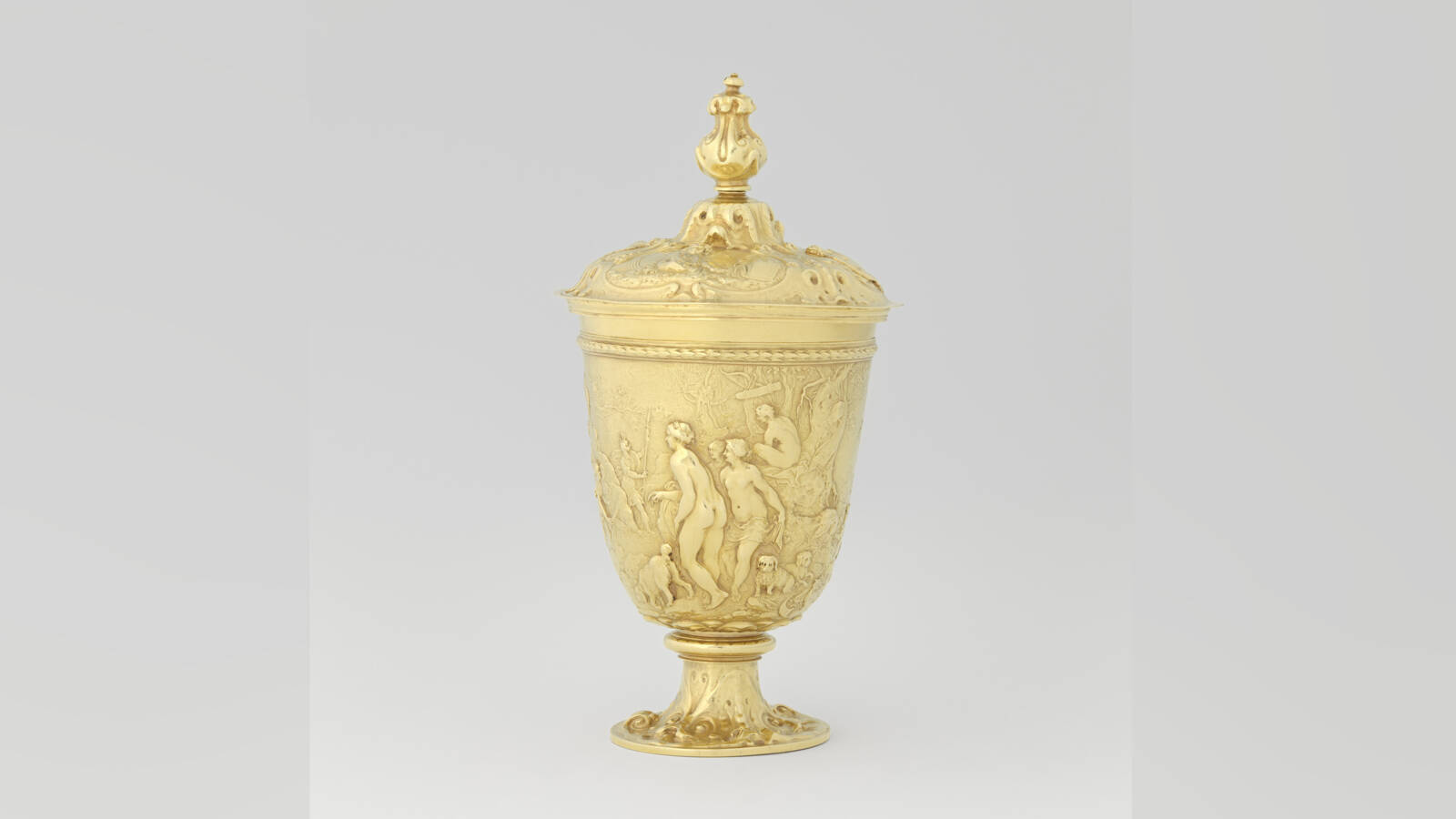
Zlatá číše s víčkem Jindřicha Julia Brunšvicko-Lüneburského (1610)

Paulus Willemsz van Vianen (kolem 1570, Utrecht – 1613, Praha) byl nizozemský zlatník, modelér a medailér v období rudolfínského manýrismu.

## Životopis
Narodil se v Utrechtu jako mladší syn Willema Eerstensz van Vianena, jeho starší bratr se jmenoval Adam (1569 – 1627). Oba byli dáni na vyučení zlatnickému řemeslu již v deseti letech k utrechtskému zlatníkovi Brunovi Ellardszovi z Leydenberchu (1530 – 1604) a pokračovali u jeho bratra Cornelise. Paulus dále prošel tovaryšskou službou ve Francii, Německu a Itálii, zatímco Adam neopustil rodný Utrecht.
V 90. letech 16. století Paulus pracoval na dvoře kurfiřta Maxmiliána v Mnichově a byl mnichovským měšťanem a členem mnichovského cechu zlatníků. Roku 1601 se objevil na dvoře uměnímilovného biskupa Wolfa Dietricha von Raitenau v Salcburku, odkud odešel do Prahy.
Roku 1603 nastoupil jako dvorní zlatník, modelér a medailér císaře Rudolfa II. na Pražském hradě s měsíčním platem 20 zlatých. V Praze si zakoupil také dům a účastnil se různých společenských událostí dvorských umělců, jako byly svatby či křtiny v katedrále sv. Víta nebo u sv. Tomáše na Malé Straně. Po Rudolfově smrti pracoval také pro císaře Matyáše.

## Dílo
Vianen pro císaře a jeho dvořany vytvořil mnohé plakety, medaile a stolní nádoby, zvláště konvice pitoreskních tvarů a ploché misky na nožce, zvané tazza, zdobené na kruhovém dně reliéfní scénou z antické mytologie nebo z bible (např. cyklus ze života krále Davida. K největším objektům se počítá nesignovaná konvice z jaspisu řezaná v Praze v dílně Ottavia Miseroniho, kterou podle některých kunsthostoriků Vianen a podle jiných Jan Vermeyen roku 1608 fasoval do zlaceného stříbra, s plastickou figurkou nereidky na vrcholu ucha.
Spolu se svým bratrem Adamem, jeho synem Adamem II., se svým synem Paulem II. a s dalším příbuzným Ernstem Janszem van Vianen se v letech 1607 – 1612 zasloužil o vznik grafických předloh barokního tzv. boltcového ornamentu. Vzorník jejich kresebných návrhů nádobí, příborů a šperků převedl do mědirytin a vydal Johannes Lutma.
Dochovaly se jak Vianenovy návrhové kresby, tak modely z cínu nebo olova, a finální díla provedená zpravidla ve stříbře, a to zejména v Rijksmuseu v Amsterdamu, v Museum van Bojimans v Rotterdamu, v Císařské klenotnici a Uměleckohistorickém museu ve Vídni a v Uměleckoprůmyslovém muzeu v Praze. Některá nedochovaná díla jsou známa z inventářů někdejší Rudolfoy kunstkomory na Pražském hradě.
Své plakety a medaile Vianen signoval PvV, PV nebo PvVf, a zpravidla také datoval štítkem s letopočtem. První portrétní medaili pro císaře Rudolfa II. Vianen provedl již roku 1576. Proslulé jsou plakety s náměty z řecké či římské mytologie (např. Minerva uvádí malířství mezi múzy, Hrdinství Marka Curtia, Pan a Syrinx, 1613; Kadmos zabíjející draka, Únos Evropy dcery Kadmovy, Merkur s hlavou Argovou 1607), dále biblické scény (Opilý Noe vysmíván svými syny, David a Abigail 1594, Zuzana a starci 1612, Svatá rodina, Klanění pastýřů, Nanebevstoupení Krista), alegorické kompozice (Alegorie na šťastná léta vlády knížete, dříve připisovaná Cellinimu) nebo krajinomalby Krajina s řekou a můstkem, k nimž využíval pravděpodobně kresby Roelanta Saveryho nebo grafické listy Egidia Sadelera. Dochovalo se také několik signovaných portrétních medailí.

## Galerie

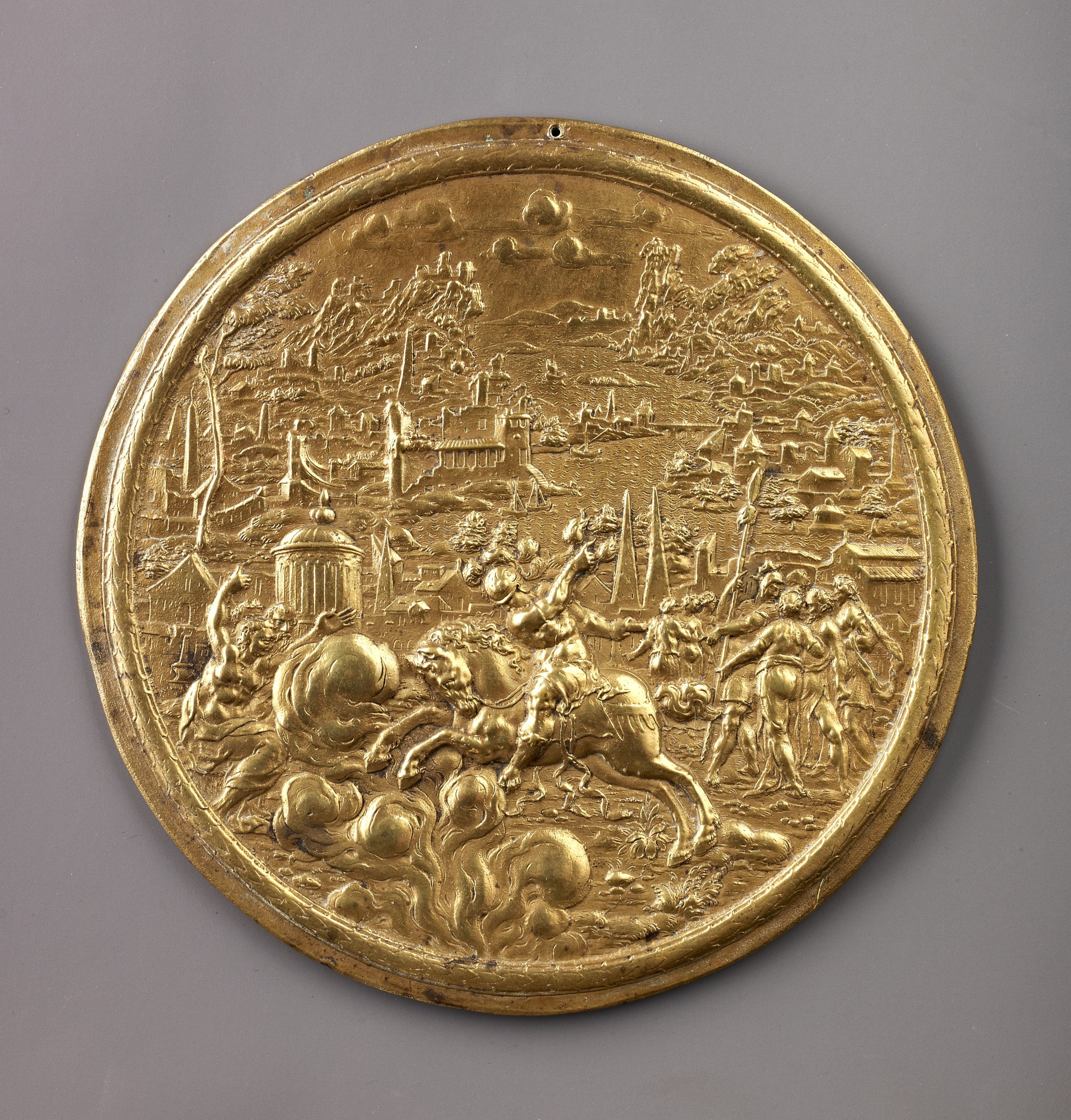
Plaketa s Markem Curtiem
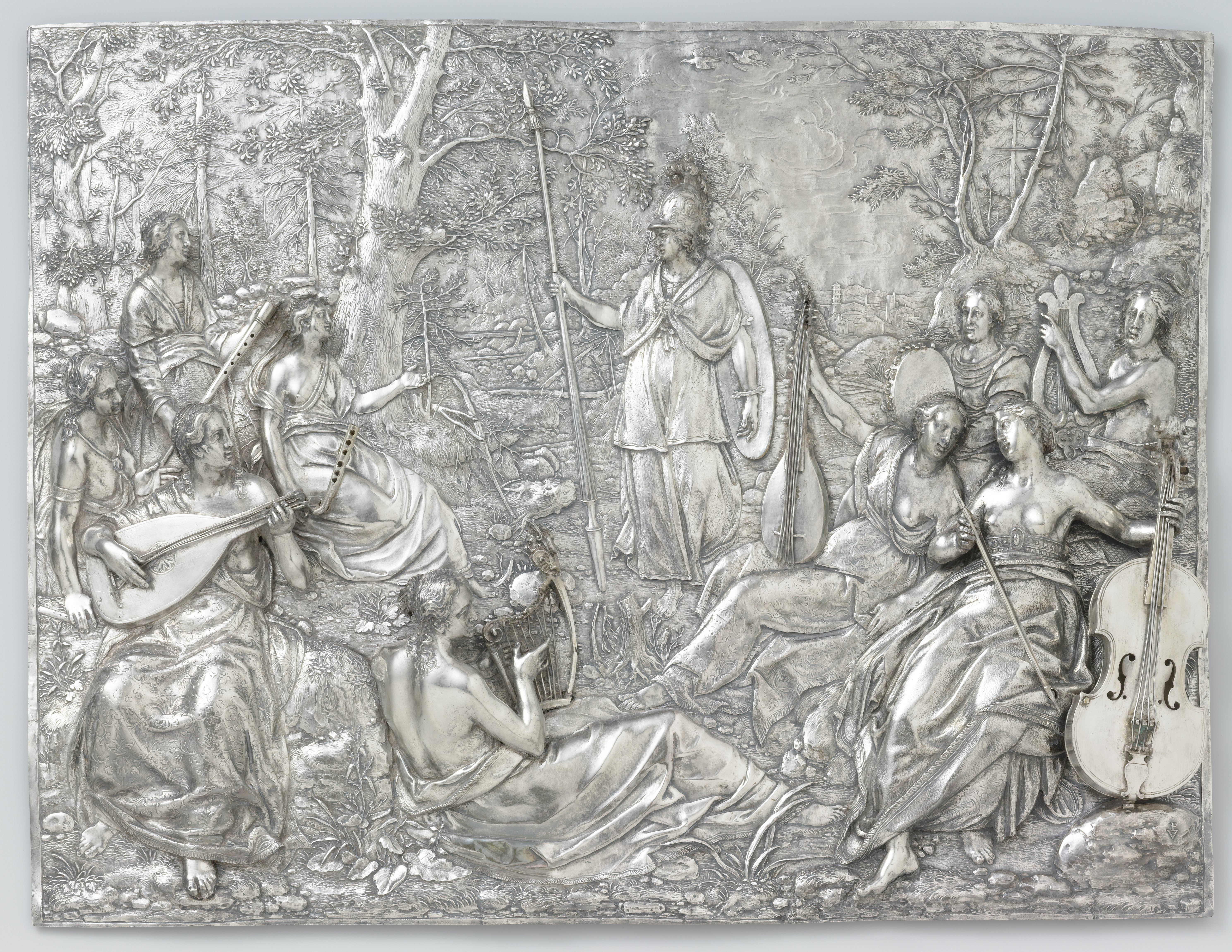
Plaketa s Minervou mezi múzami
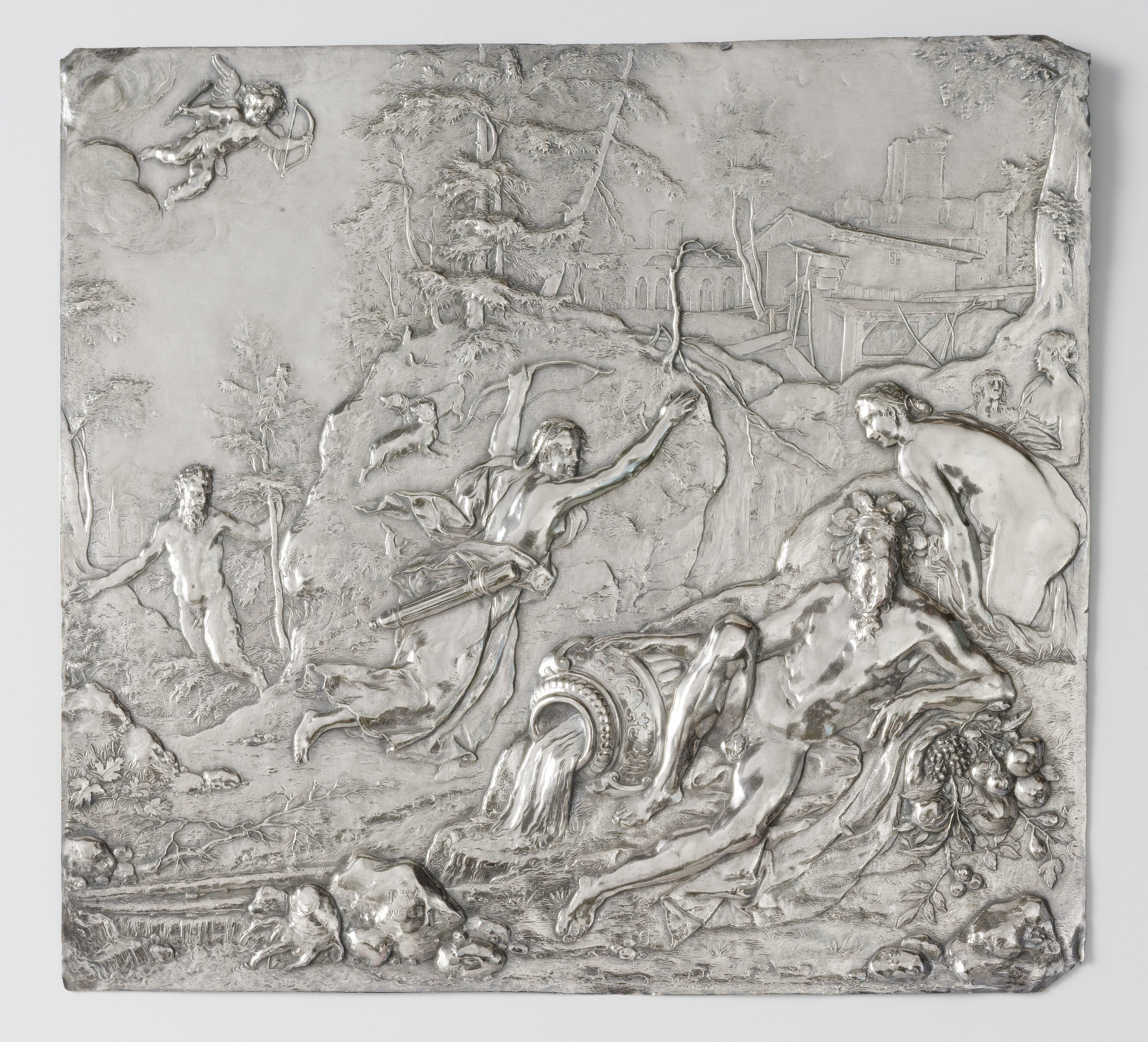
Plaketa Pan a Syrinx
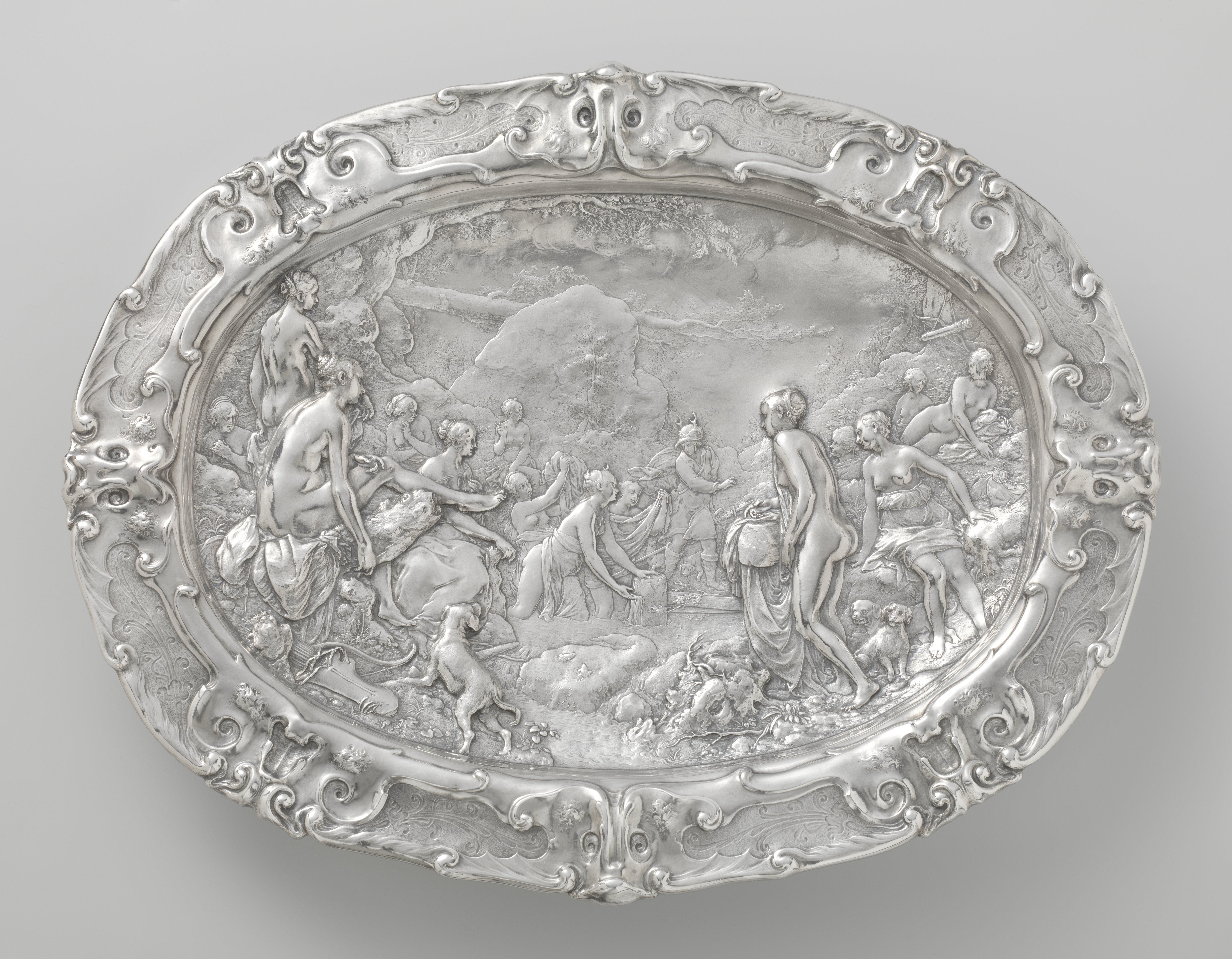
Mísa s Dianou a Akteonem
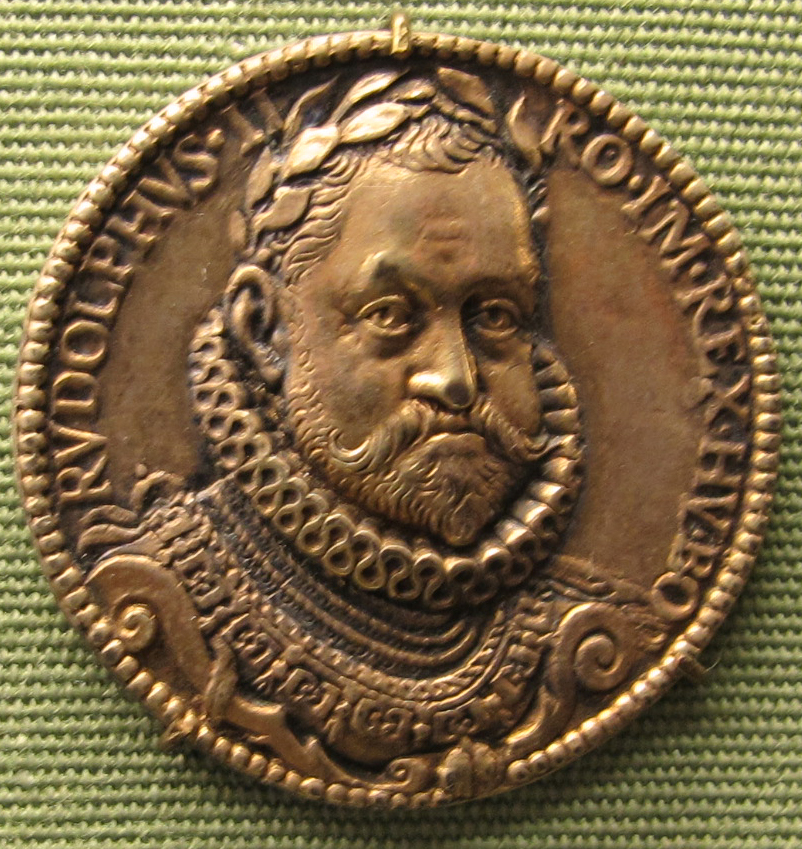
Medaile Rudolfa II.
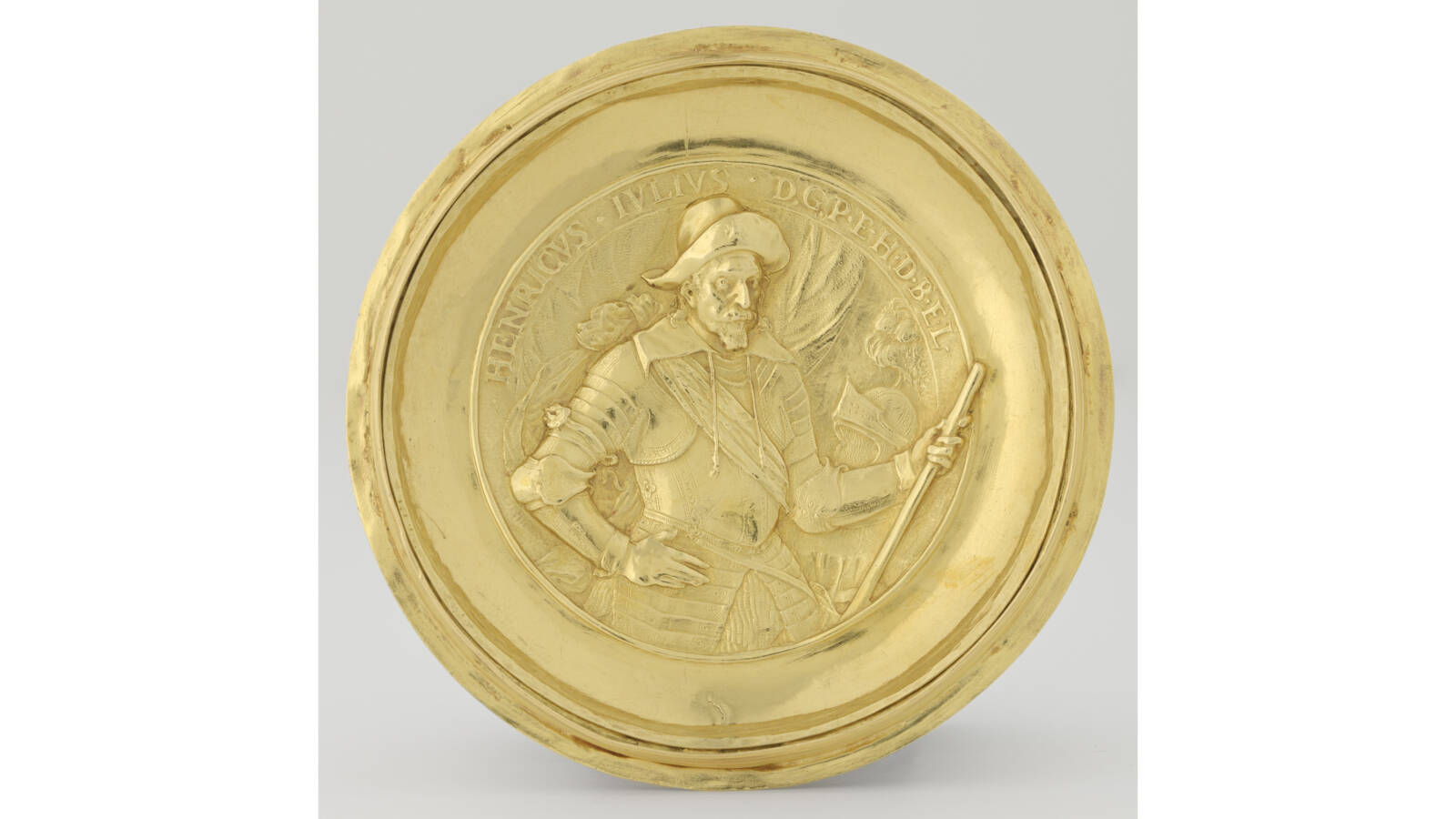
Portrét Jindřicha Julia na víčku číše
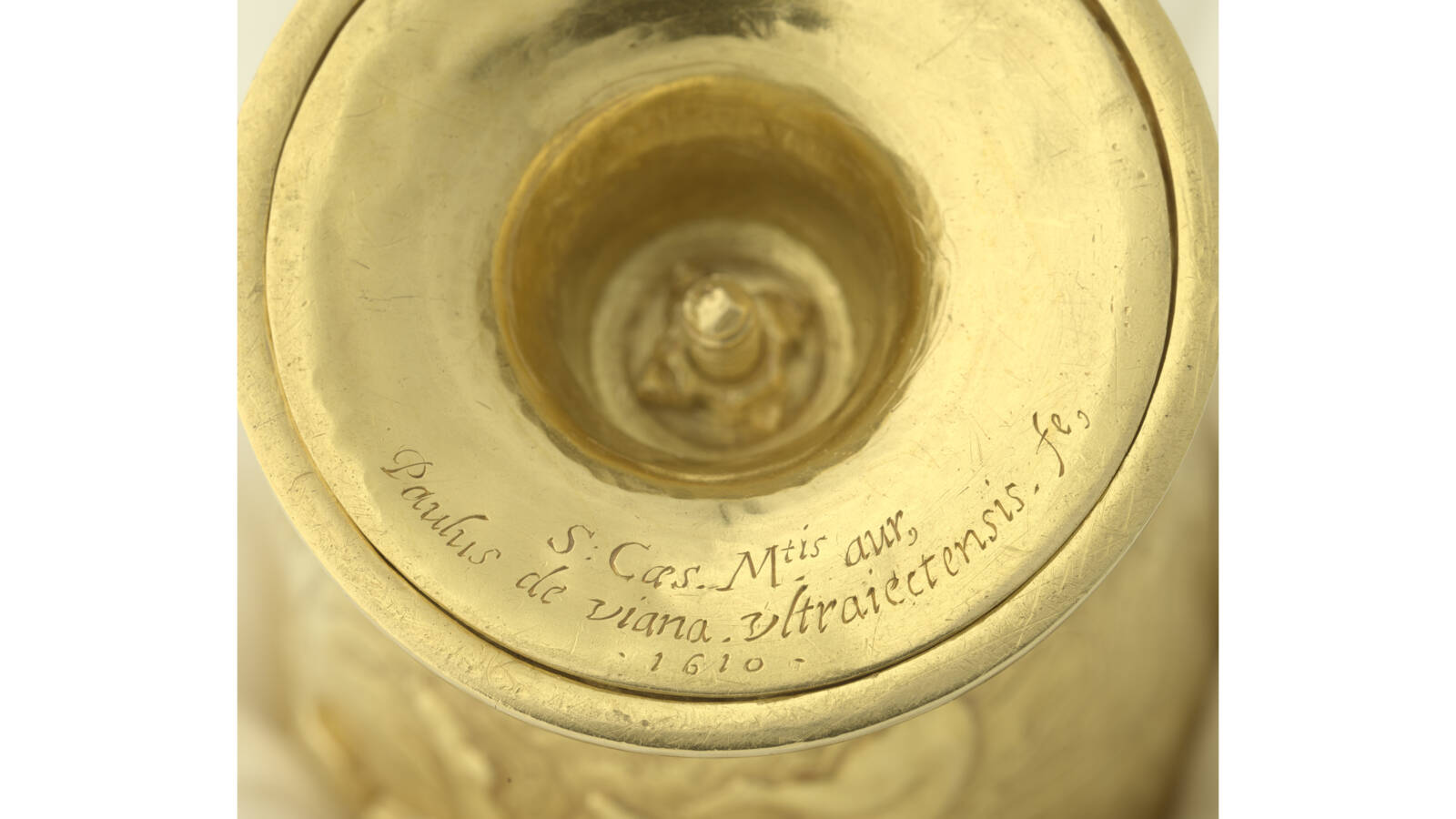
Signatura na víčku
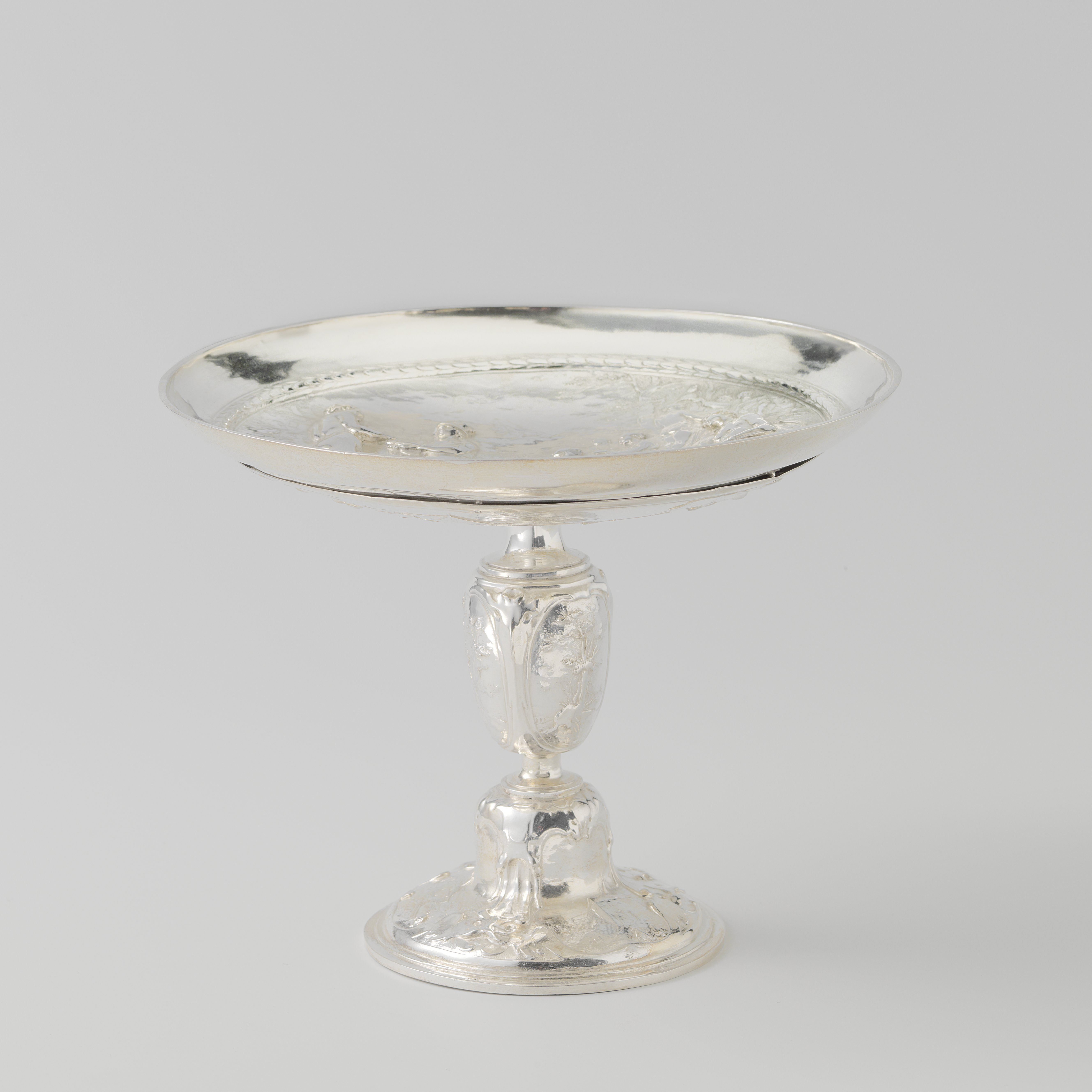
Miska tazza
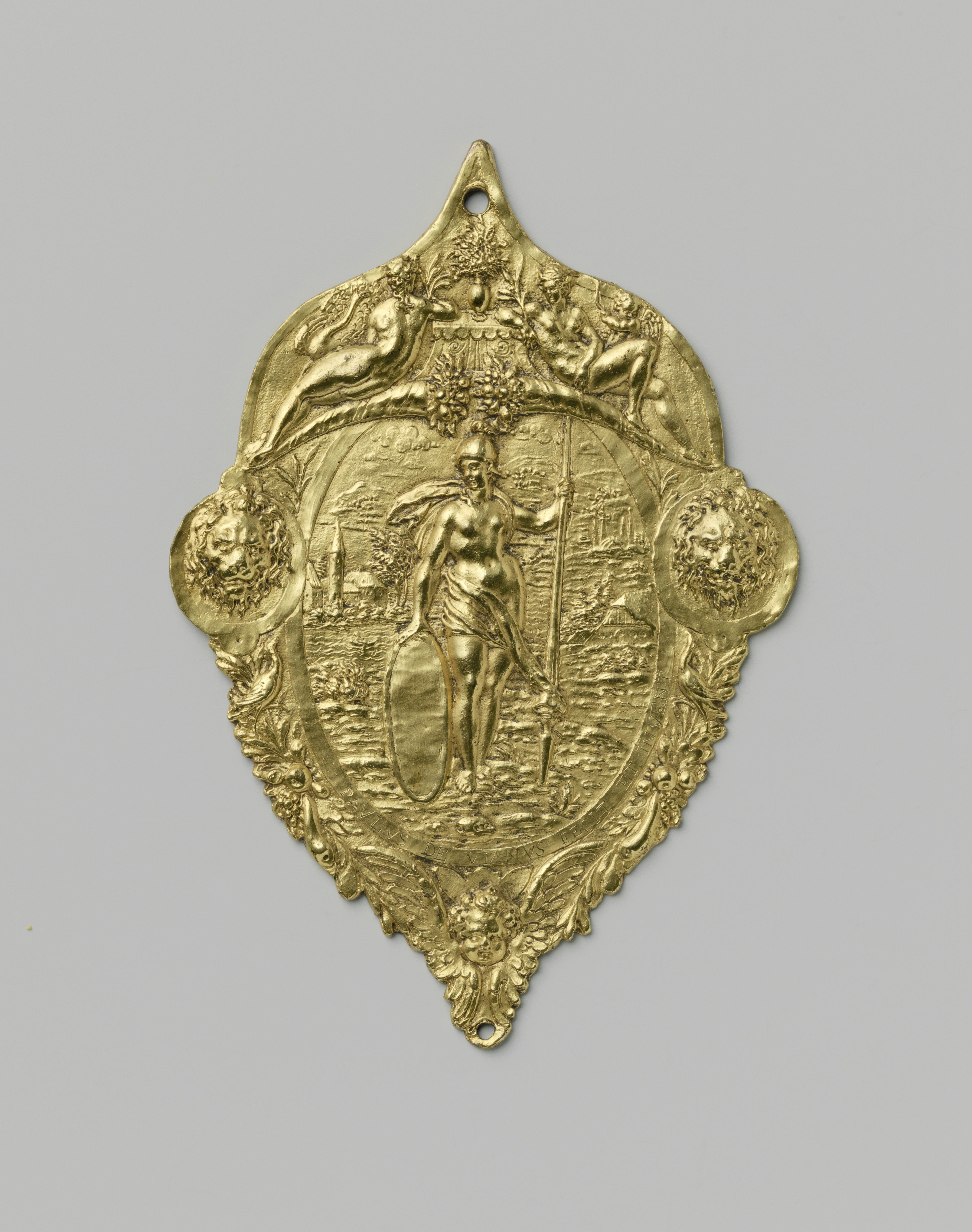
Minerva